# Orde van de Witte Ster

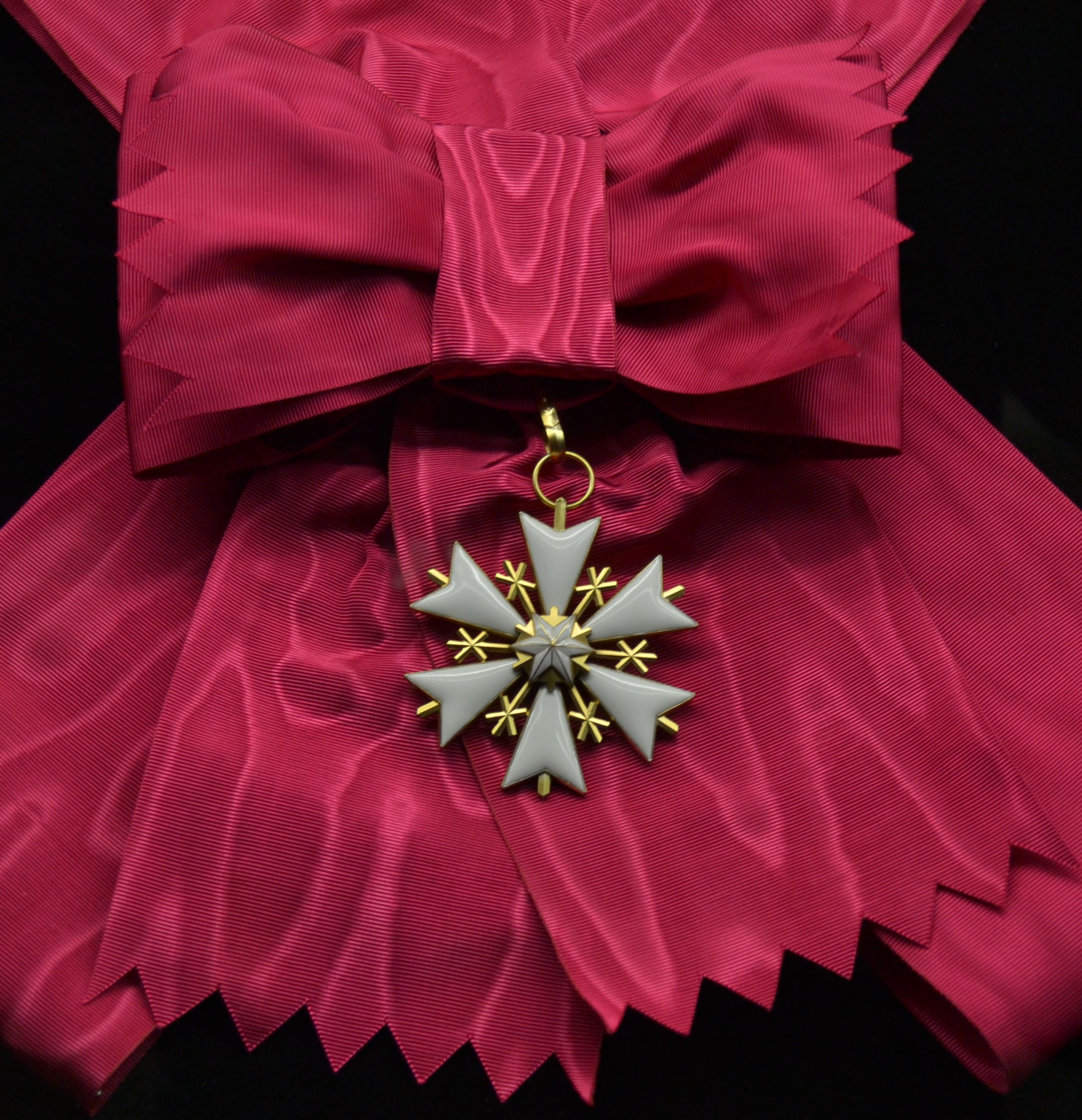
Eerste Klasse (Vergelijkbaar met Grootkruis)

De Orde van de Witte Ster (Estisch: Valgetähe teenetemärk) is een orde van verdienste van de Republiek Estland. De orde werd op 7 oktober 1936 ingesteld. De orde wordt voor bijzondere civiele verdienste toegekend. De orde werd tegelijk ingesteld met de Orde van het Rijkswapen, de hoogste onderscheiding van het land. De versierselen van beide ordes werden ontworpen door Paul Luhtein.
Gedurende de eerste drie jaar durende periode van haar bestaan werd de orde slechts twintigmaal toegekend: daarna werd Estland geannexeerd door de Sovjet-Unie. De Russische marionettenregering heeft de orde in 1940 afgeschaft.
In 1990 verjoegen de Esten hun communistische onderdrukkers en de nieuwe Estse regering stelde de orde opnieuw in.

## Versierselen
Het versiersel is een witgeëmailleerde ster met zes armen en twaalf punten. In het midden is een gouden wapenschild beladen met drie gaande leeuwen azuur (blauw) geplaatst. Daaromheen is een, eveneens gouden, lauwerkrans bevestigd. De medaille is gelijk aan het versiersel van de Vijfde Klasse maar zij is in een zilveren cirkel geplaatst.
De achterzijde van de ster draagt de oprichtingsdatum: 7 oktober 1936.

## Graden
| Versierselen | Klasse                                          | Beschrijving |
| ------------ | ----------------------------------------------- | --- |
|              | Grootmeester                                    | De Estse president is de Grootmeester van de orde. |
|              | Eerste Klasse met Keten                         | Deze voor staatshoofden gedachte graad draagt het versiersel aan een gouden keten en aan een breed lint over de rechterschouder. Op de linkerborst wordt de gouden ster gedragen. |
|              | Eerste Klasse (Vergelijkbaar met Grootkruis)    | Men draagt het versiersel aan een breed lint over de rechterschouder. Op de linkerborst wordt de zilveren ster gedragen.                                                          |
|              | Tweede Klasse (Vergelijkbaar met Grootofficier) | Men draagt het versiersel aan een lint om de hals. Op de linkerborst wordt de zilveren ster gedragen.                                                                             |
|              | Derde Klasse (Vergelijkbaar met Commandeur)     | Men draagt het versiersel aan een lint om de hals. |
|              | Vierde Klasse (Vergelijkbaar met Officier)      | Men draagt het versiersel aan een lint met rozet op de linkerborst. |
|              | Vijfde Klasse (Vergelijkbaar met Ridder)        | Men draagt het versiersel aan een lint op de linkerborst. |
|              | Medaille                                        | Men draagt de medaille aan het lint van de orde op de linkerborst. |